# Martin Malia
Martin Edward Malia (14 de marzo de 1924 - 19 de noviembre de 2004) fue un historiador estadounidense especializado en la historia de Rusia. Fue profesor en la Universidad de California en Berkeley desde 1958 hasta 1991. 
Tras el fallecimiento de Malia, el prominente historiador Nicholas V. Riasanovsky escribió en el obituario oficial de la Universidad de Berkeley: "[Fue un] historiador excepcional, ahora muy popular, que ocupó una posición sobresaliente en el debate internacional sobre la caída de la Unión Soviética y lo que ese colapso significó para la historia y para el futuro. (Además fue) un escritor brillante sobre la historia intelectual rusa y europea".

## Biografía
Malia nació en Springfield, Massachusetts, pero creció en Hamden, Connecticut, donde estudió en escuelas públicas. En 1941 fue aceptado en la Universidad de Yale, donde realizó estudios de francés y ruso durante la Segunda Guerra Mundial. En 1945, último año de la contienda mundial, trabajó como oficial de enlace en Alaska donde entró en contacto con oficiales soviéticos que le brindaron una visión general de las realidades del régimen.
Luego de la guerra continuó sus estudios en Harvard, donde se volcó al estudio de la historia. A principios de los años 1950 fue el primer norteamericano que, bajo la carátula de "estudiante extranjero", realizó estudios en la École Normale Supérieure, experiencia que lo convirtió en un francófilo. Entre 1954 y 1958 se desempeñó como profesor en la Universidad de Harvard. Durante una estancia en la URSS a principios de los años 1960 -que realizó con una beca Guggenheim- fue expulsado del país y no pudo regresar hasta finales de 1980. Durante la mayor parte de su vida académica (1958-1991) fue profesor de historia de las ideas en la Universidad de California en Berkeley, dictando regularmente cursos de historia en l'École des Hautes Études en Sciences Sociales, el Collège de France y el Institut d'études politiques de París.

## Obra
Su primera obra reconocida internacionalmente fue Alexander Herzen y el nacimiento del socialismo ruso, 1812-1855 (1961). Luego, mientras residía en Francia, publicó Comprendre la Revolution russe (1980), que consistió en la transcripción de un ciclo de conferencias dictados en diferentes instituciones académicas francesas. Posteriormente Malia publicó El Soviet de la tragedia: una historia del socialismo en Rusia, 1917-1991 (1994) y Rusia, bajo la mirada de Occidente: Desde el Jinete de Bronce hasta el Mausoleo de Lenin (1999), producto de escritos y reflexiones iniciadas en la década de 1960. Malia fue además autor del famoso ensayo "Al Mausoleo de Stalin", bajo el seudónimo "Z", donde anuncia el inminente fracaso de la Perestroika. El ensayo fue reimpreso en Europa oriental...Europa central...Europa, que fue editado por Stephen R. Graubard. Asimismo, Martin Malia escribió el prefacio a la versión en inglés de la obra colectiva francesa El libro negro del comunismo.
Su obra póstuma "History's Locomotives. Revolution and the making of the Modern World" (2006), aún sin traducción al castellano, es un notable ejemplo sobre reflexión historiográfica. En el octavo capítulo, Malia hace un recorrido completo y conciso sobre los debates en torno a la Revolución Francesa desde el siglo XIX hasta nuestros días.